# Wehrtechnische Dienststelle für Schiffe und Marinewaffen, Maritime Technologie und Forschung
Die Wehrtechnische Dienststelle für Schiffe und Marinewaffen, Maritime Technologie und Forschung (WTD 71) ist eine Behörde im Organisationsbereich Ausrüstung, Informationstechnik und Nutzung (AIN) der Bundeswehr und dem Bundesamt für Ausrüstung, Informationstechnik und Nutzung der Bundeswehr unterstellte zivile Dienststelle. Sie hat ihren Hauptsitz in Eckernförde. Die WTD 71 ist als Ressortforschungs-Einrichtung auch wissenschaftlich tätig.

## Geschichte

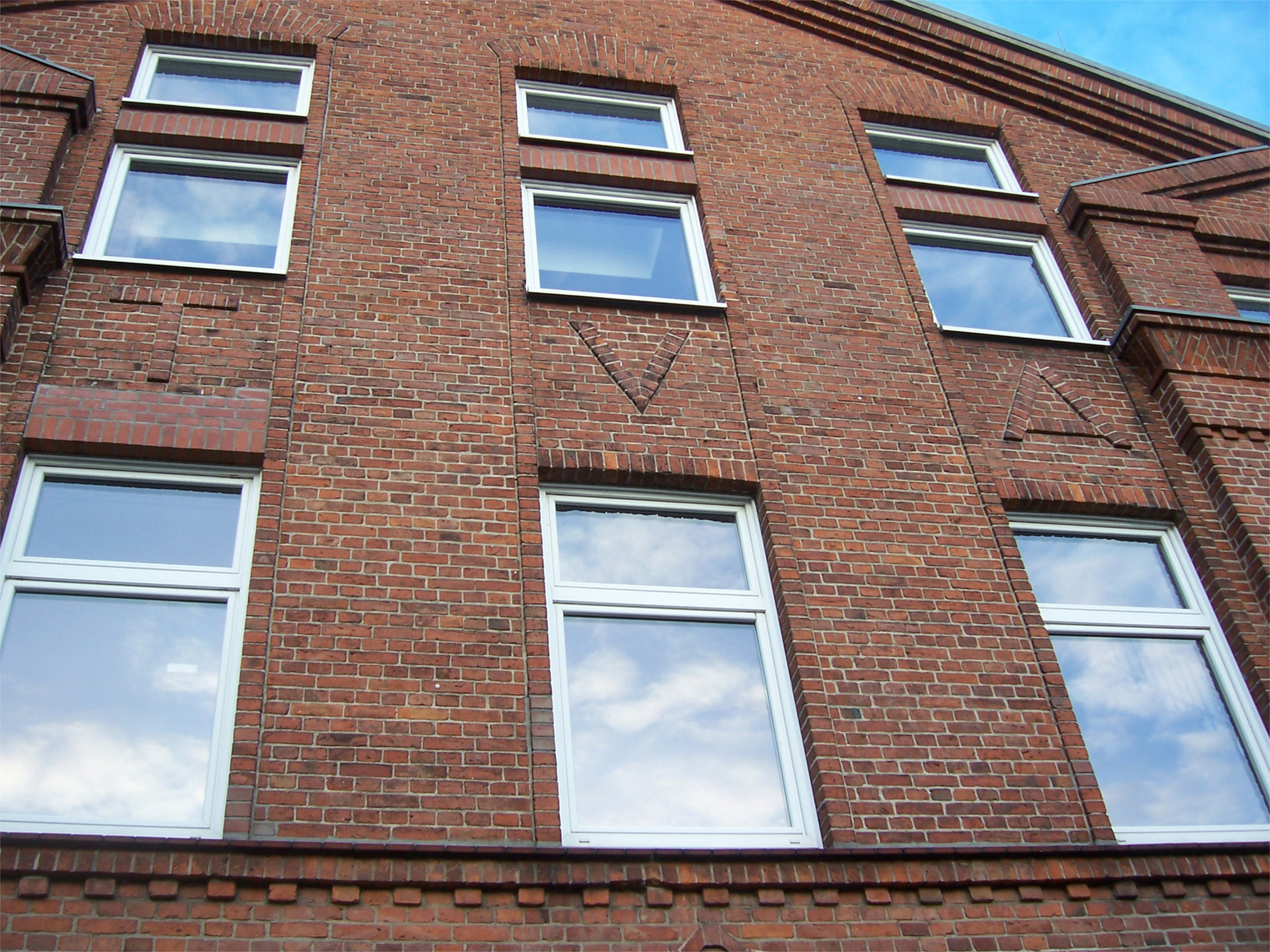
„TVA“ am Gebäude der WTD 71 (2016)

Vorläufer der WTD 71 waren unter anderem die Torpedoversuchsanstalt Eckernförde der Kaiserlichen Marine, Reichsmarine und Kriegsmarine, die Torpedowaffenplätze der Luftwaffe, das Sperrversuchskommando, das Artillerieversuchskommando, das Nachrichtenversuchskommando und die Chemisch-physikalische Versuchsanstalt.
Die WTD 71 ging aus der vormaligen Erprobungsstelle 71 unter Integration mehrerer eigenständiger Dienststellen hervor. Nach der Integration der vormaligen Erprobungsstellen 71, 72, 73 und von Teilen der Erprobungsstelle 81 führte die Dienststelle ab 1974 die Bezeichnung Erprobungsstelle 71 für Schiffe und Marinewaffen und hieß ab 1987 Wehrtechnische Dienststelle für Schiffe und Marinewaffen. Nach der Eingliederung der Forschungsanstalt der Bundeswehr für Wasserschall und Geophysik am 1. Februar 2009 erhielt die Dienststelle ihre jetzige Bezeichnung.

### Erprobungsstelle 71

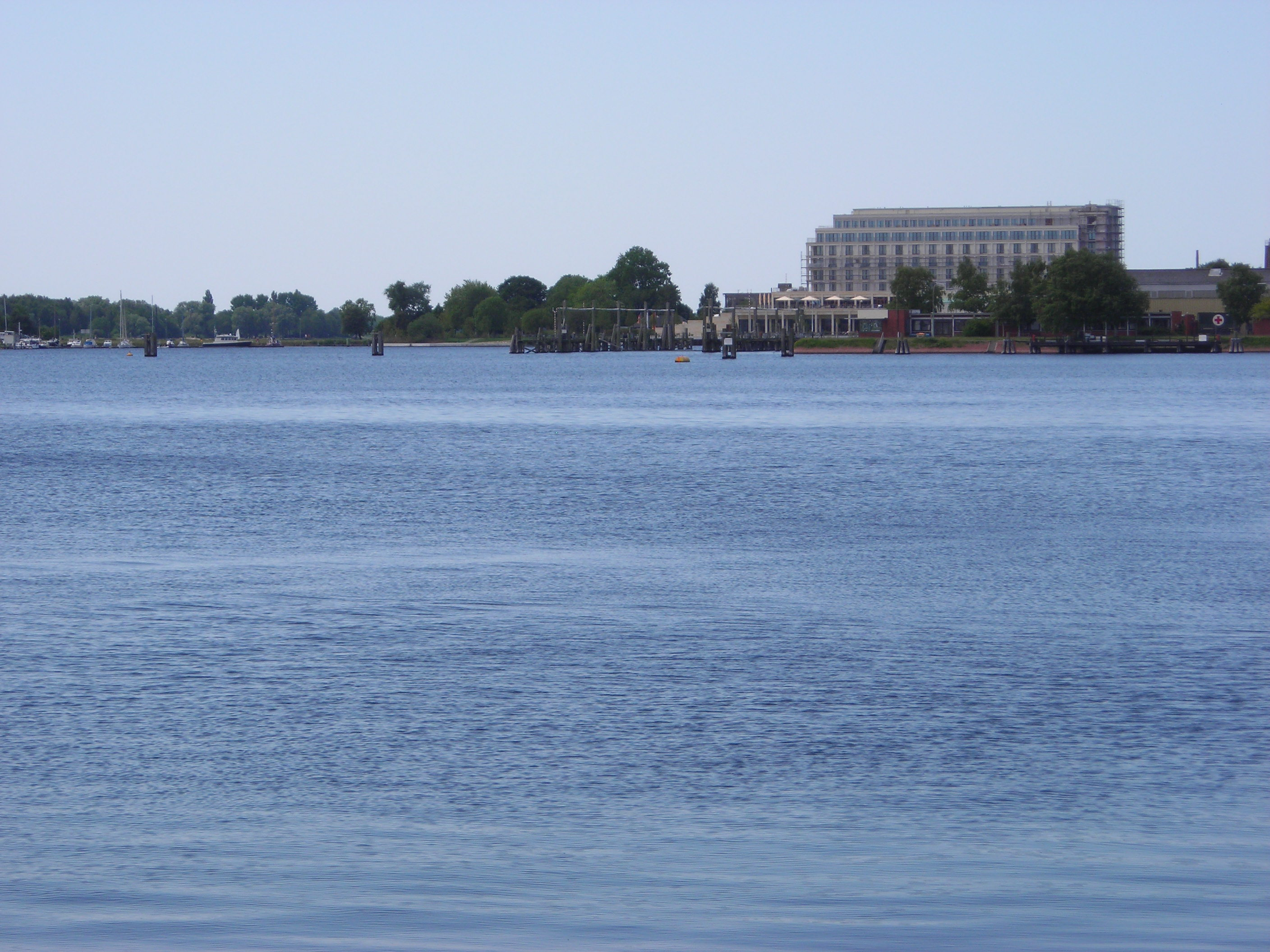
Die Entmagnetisierstelle Wilhelmshaven im Bereich des Großen Hafens. Im Hintergrund die Dalbenanlage zur magnetischen Behandlung von Kriegsschiffen

Die Erprobungsstelle 71 für Marinewaffen wurde mit Erlass vom 1. Juni 1957 auf dem Gelände der vormaligen Torpedoversuchsanstalt in Eckernförde aufgestellt.
Weitere Erprobungsanlagen befanden sich in Surendorf, Aschau und Plön-Ruhleben.
Zwischen 1972 und 1974 wurden die Erprobungsstellen 71, 72 und 73 und die Außenstelle Surendorf der Erprobungsstelle 81 für Fernmeldewesen und Elektronik in Greding (Bayern) unter der Bezeichnung Erprobungsstelle 71 für Schiffe und Marinewaffen in Eckernförde zusammengefasst.

### Erprobungsstelle 72
Die Erprobungsstelle 72 für Magnetischen Schiffsschutz wurde mit Erlass vom 1. April 1957 in Rendsburg eingerichtet. Sie übernahm den Betrieb mehrerer im Zweiten Weltkrieg aufgebauter Entmagnetisierstellen, die nach 1945 durch das Bundesverkehrsministerium zur Unterstützung von Minenräumaufgaben funktionsfähig gehalten worden waren. Dazu gehörten die Entmagnetisierstellen Kiel-Friedrichsort und Kudensee, die als Außenstellen der Erprobungsstelle 72 übernommen wurden. Die Stelle in Kudensee wurde 1961 aufgelöst und in Wilhelmshaven neu aufgebaut. Sie wurde 1997 an das Marinearsenal übergeben. Eine weitere Außenstelle befand sich als Erprobungsplatz in Borgstedt. 1974 wurde die Erprobungsstelle in die Erprobungsstelle 71 überführt.

### Erprobungsstelle 73

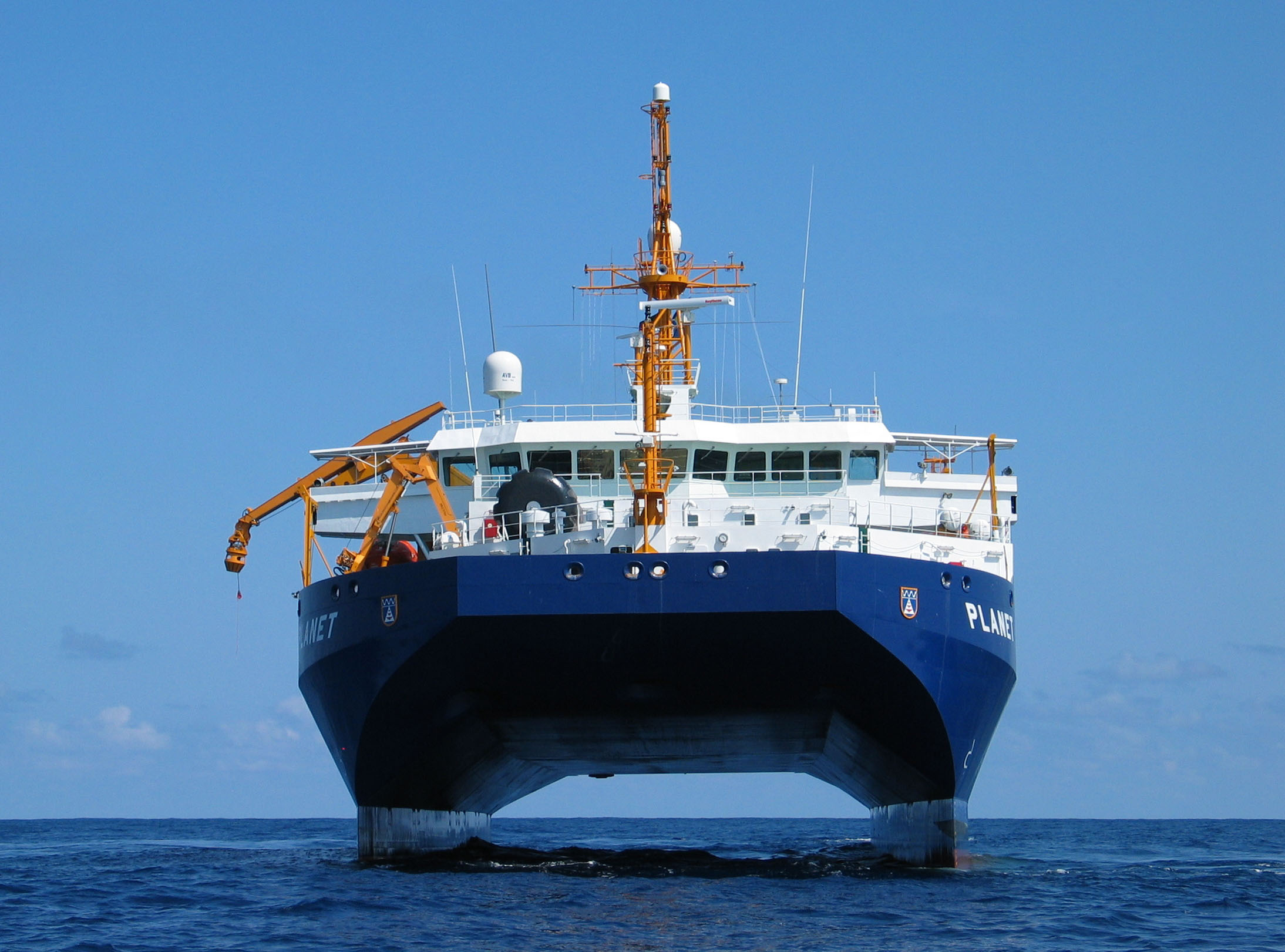
Wehrforschungsschiff Planet

Die Erprobungsstelle 73 für Schiffstechnik wurde am 1. September 1965 in Kiel errichtet und übernahm einige Arbeitsbereiche des Marinearsenals. Auch sie wurde 1974 in die Erprobungsstelle 71 überführt.

### Forschungsanstalt der Bundeswehr für Wasserschall und Geophysik
Die Forschungsanstalt der Bundeswehr für Wasserschall und Geophysik (FWG) in Kiel dient der Forschung auf den Gebieten Wasserschall und Geophysik und ist aus der Ozeanographischen Forschungsanstalt der Bundeswehr (OFBw) hervorgegangen, der vor allem maritime meteorologische Untersuchungen und Feststellungen der natürlichen Einflüsse des Wassers auf alle für die Verteidigung wichtigen Vorgänge im Medium Wasser oblag. Zur FWG gehört das Forschungsschiff Planet. Die FWG wurde am 1. Februar 2009 in die WTD 71 eingegliedert.

## Aufgaben

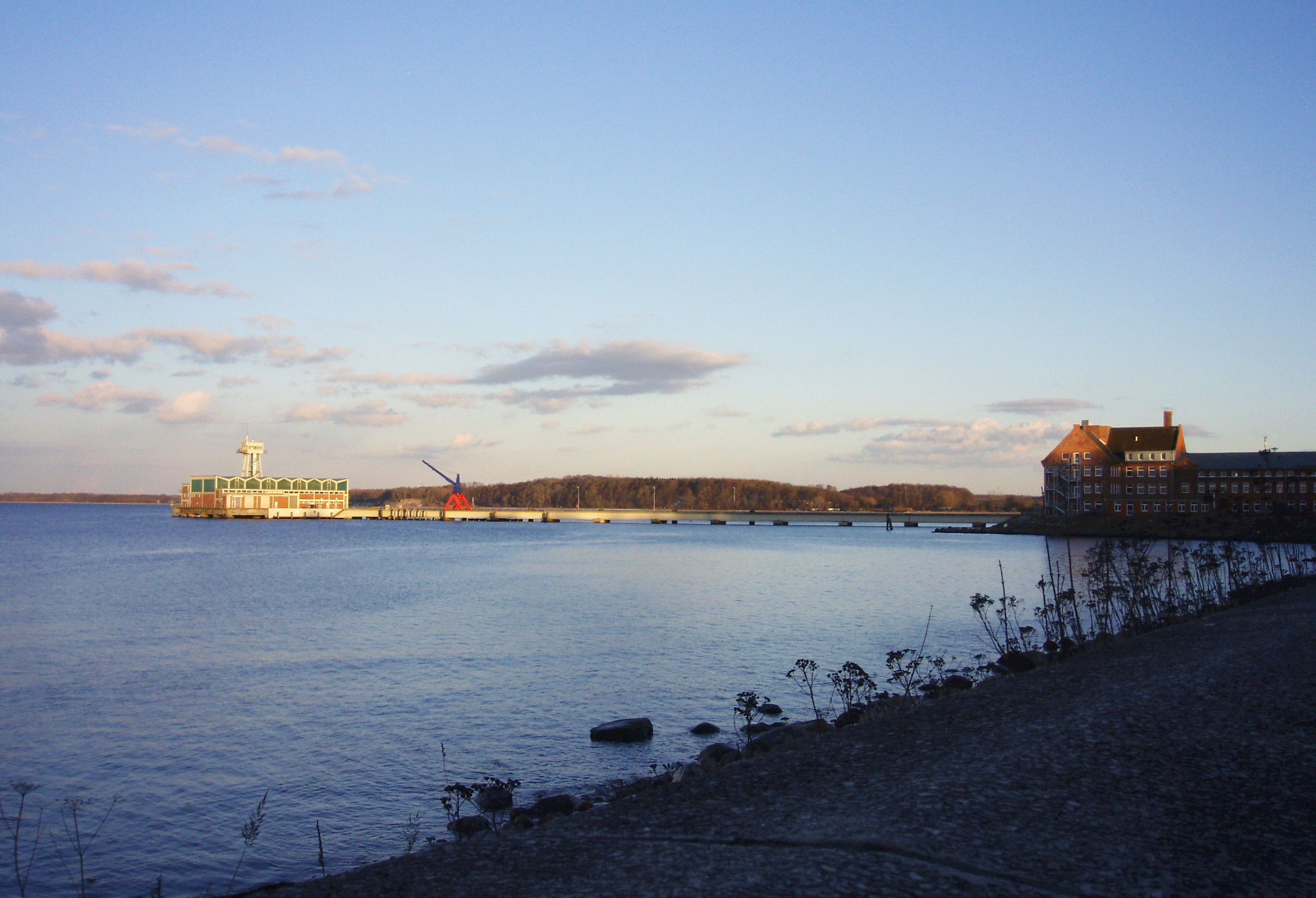
Anlagen der WTD 71 in Eckernförde

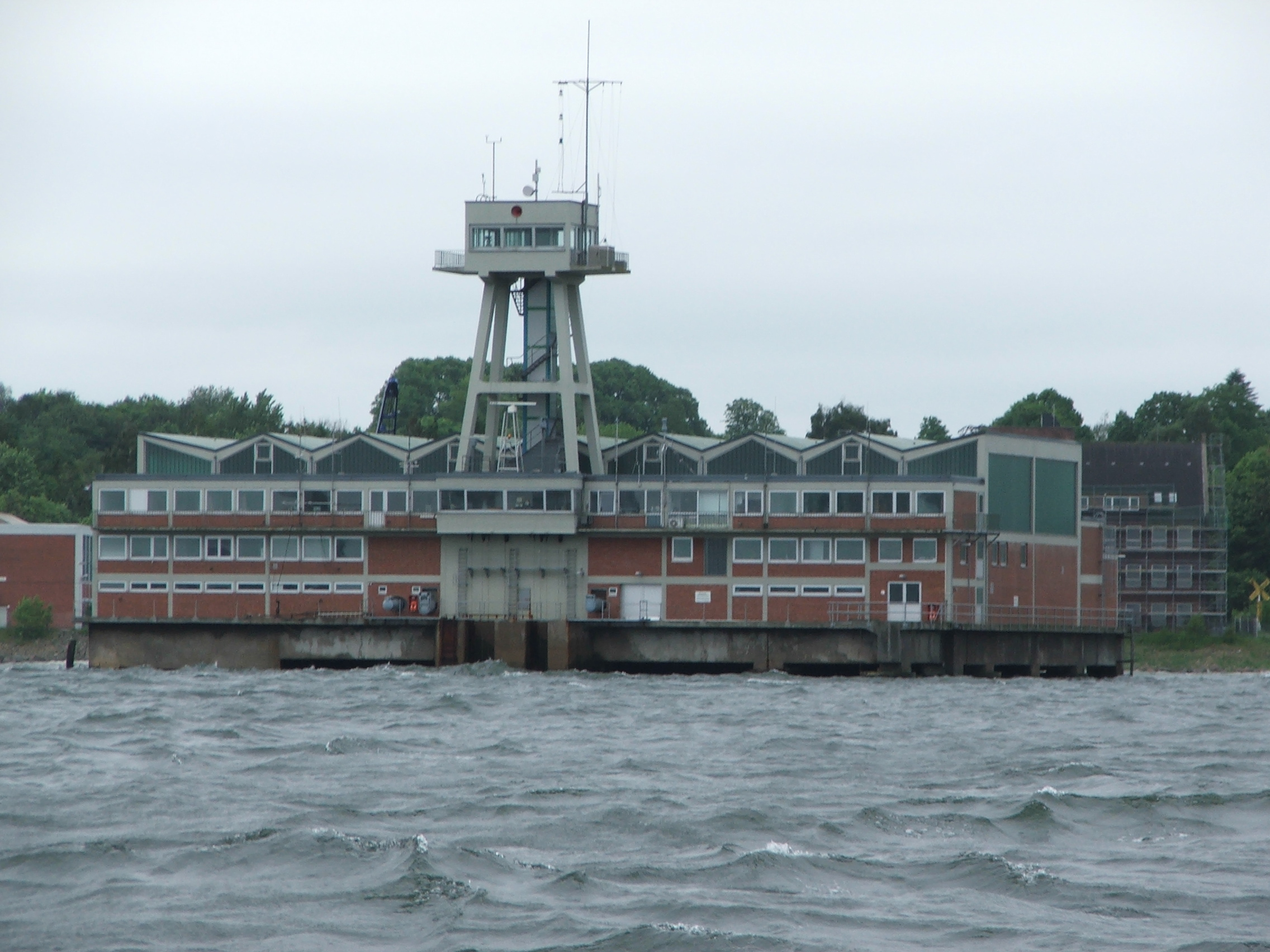
Torpedoschießstand der WTD 71 in Eckernförde

Die WTD 71 hat die Aufgabe, die Deutsche Marine in maritimen Fragestellungen der Wehrtechnik und Wehrwissenschaft zu unterstützen. „Die WTD 71 deckt die gesamte Bandbreite maritimer Wehrtechnik in allen Phasen des Entstehungsganges von Wehrmaterial ab. Die Aktivitäten sind in erster Linie ausgerichtet auf das Gesamtsystem Schiff und das Zusammenwirken unterschiedlicher Komponenten auf und mit diesem System in maritimem Umfeld.“ Dazu gehören die Aufgaben
- Maritime Forschung
- Technologische Untersuchungen
- Prüfungen und Nachweise
- Unterstützung in der Nutzung von Wehrmaterial und das
- Bereitstellen technischer Expertise.[7]

Die Tätigkeitsbereiche umfassen:
- Schiffssignatur
- Torpedotechnik/Torpedoabwehr
- Seeminen / Seeminenabwehr
- Sonartechnologie
- Führungssysteme
- Kommunikationssysteme
- Navigationssysteme
- Aufklärungssysteme/Elektronische Kampfführung
- Elektromagnetische Interoperabilität
- Integration von Marinewaffensystemen
- Schiffbau
- Schiffsmaschinenbau
- Schiffselektrotechnik
- Unterwasserdetonik
- Aquatechnik und Rettungsmittel

### Forschung
Die WTD 71 ist, neben den beiden Wehrwissenschaftlichen Instituten (WiWeB, WIS), die dritte Ressortforschungseinrichtung im Rüstungsbereich der Bundeswehr und damit auch wissenschaftlich tätig. Diese für eine Wehrtechnische Dienststelle untypische Aufgabe liegt in der 2009 eingegliederten FWG begründet, welche als Forschungsanstalt vorrangig wissenschaftliche Fragestellungen bearbeitet hat.

## Organisation
Von den 830 Mitarbeitern der WTD 71 sind etwa 190 Wissenschaftler und Ingenieure; hinzu kommen Techniker, Handwerker, Seeleute und Verwaltungspersonal.

### Gliederung
Zur Wahrnehmung dieser Tätigkeitsbereiche gliedert sich die WTD 71 in fünf Geschäftsfelder
- Waffensystem Schiff
- Schiffstechnik, Standkraft
- Aufklärung, Wirkung, Eigenschutz
- Sensortechnik, Signaturen, Vertretung im Center for Ship Signature Management (CSSM)
- Unterwasserortung und -kommunikation

unterstützt von
- einem technisch-betrieblichen Servicebereich und
- einem wirtschaftlich-administrativen Servicebereich

### Ausrüstung und Liegenschaften

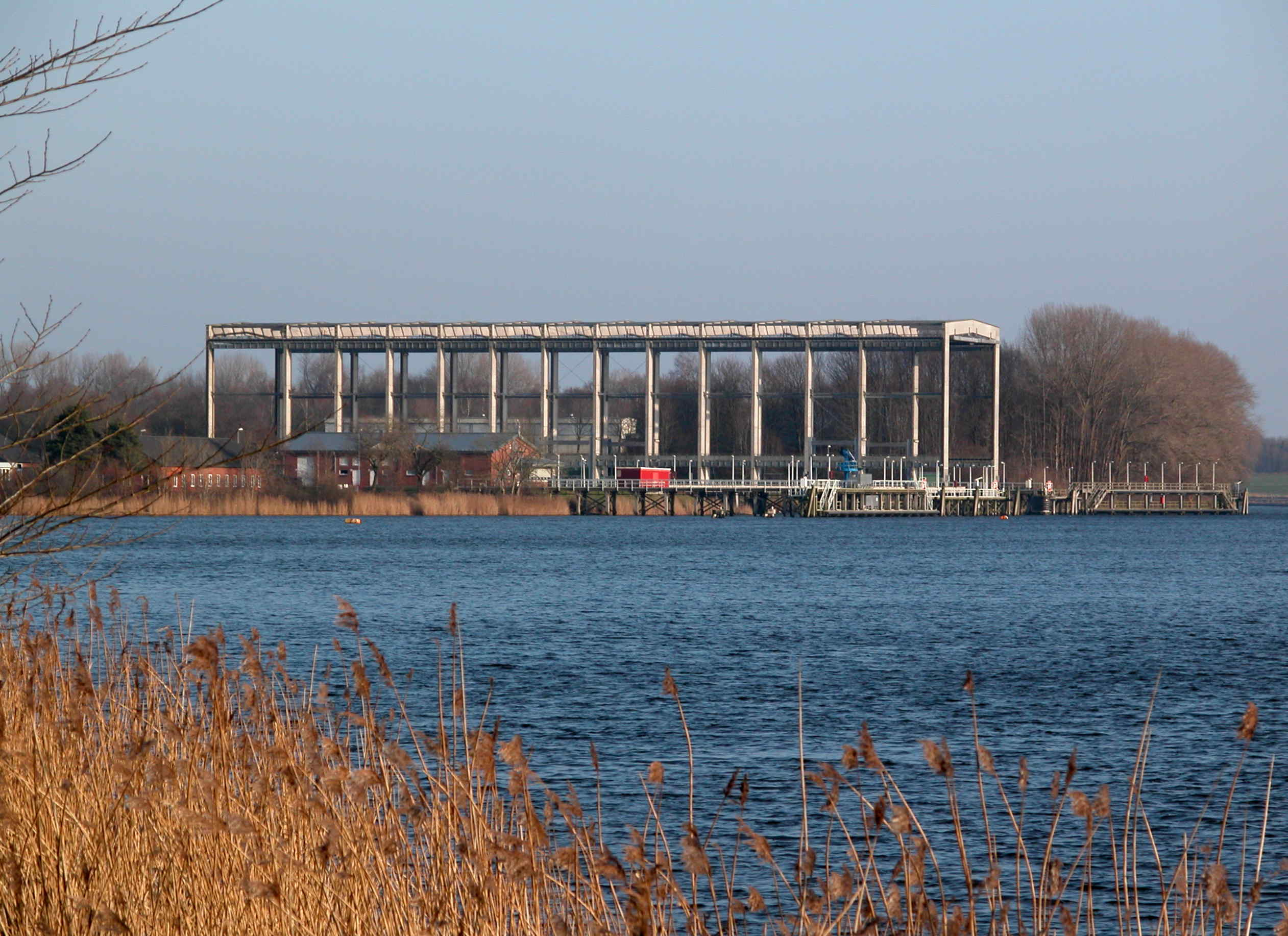
Borgstedter See, Magnetfeldversuchsanlage der Marine (Schirnauwerft)

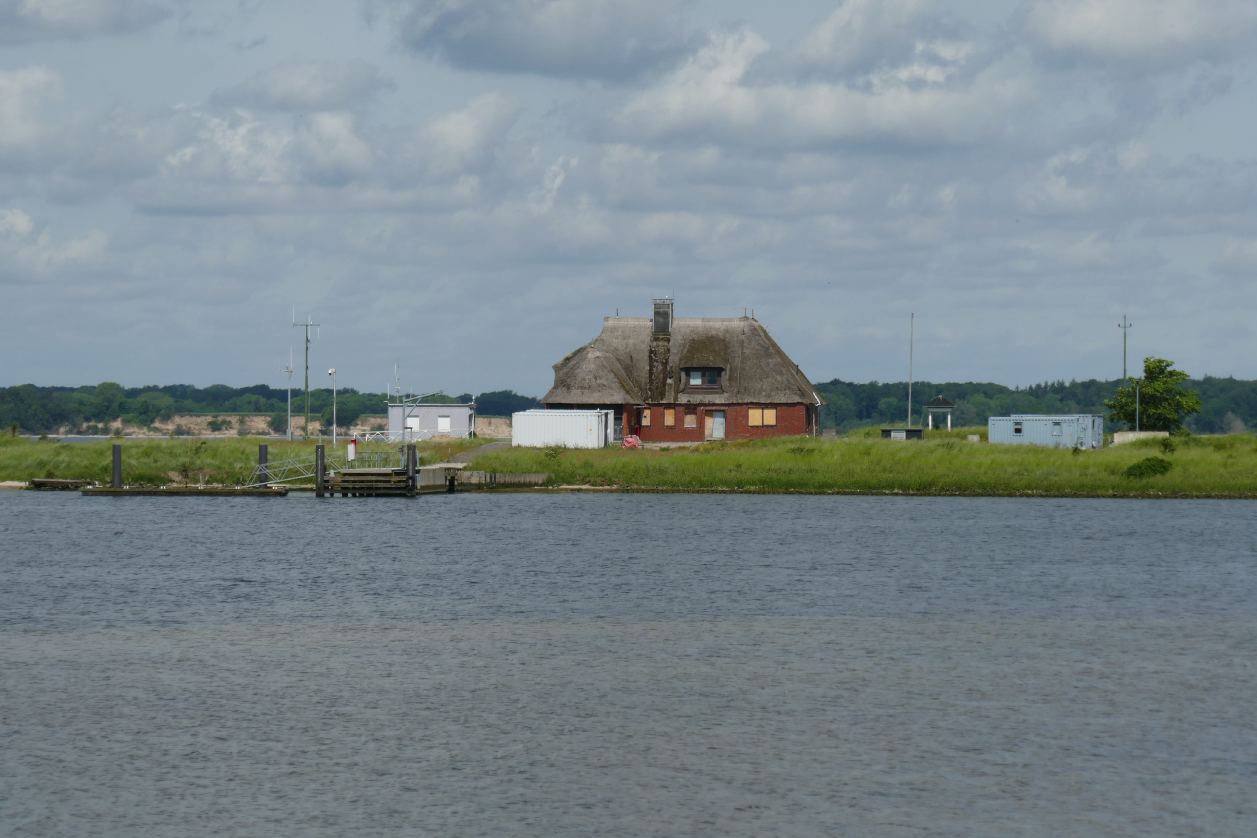
WTD 71 – Außenstelle Aschau

Zu den Liegenschaften gehören außer dem Hauptstandort in Eckernförde die folgenden Liegenschaften:
- Borgstedt

Im östlichen Teil des Borgstedter Sees bei Lehmbek befindet sich in einem eigens ausgebaggerten Becken von 40 m Breite und 120 m Länge ein Erdmagnetfeldsimulator der Wehrtechnischen Dienststelle 71 der Deutschen Marine für die Vermessung der magnetischen Signatur von Marinefahrzeugen wie der U-Boot-Klasse 212 A oder Minensuchbooten. Es können Magnetfelder von jedem beliebigen Ort der Erde simuliert werden. Dies ist zur Sicherstellung des magnetischen Eigenschutzes der Fahrzeuge gegen Seeminen notwendig. Der in den 1960er Jahren erbaute erste Simulator wurde 2005 durch einen modernen, 40 Mio. Euro teuren Neubau ersetzt.
- Kiel-Ellerbek
- Kiel-Friedrichsort
- Plön
- Aschau
- Schwedeneck
- Elpersbüttel, Kreis Dithmarschen

Zu der Ausrüstung der WTD 71 gehören:
- Akustische Messstellen für Schiffe in Flachwasser und Tiefwasser
- Unter- und Überwasserbahnvermessungsanlagen
- Versuchsgebiet für Unterwasseransprengungen
- Unterwassertestanlage
- Torpedoschießstand und -bahn
- Prüfeinrichtungen zur Simulation
- Schiffstechnische Prüfstände verschiedener Art
- Antennenmodellmessplatz
- Messkammer für Elektromagnetische-Verträglichkeit
- Erprobungsplätze für Luftziel-, Seeziel- und Geschosserprobungen
- 8 Erprobungsschiffe